# Ino Linea
L'Ino Linea è una struttura geologica della superficie di Europa.